# Дивеево
Диве́ево (рус. дореф. Дивѣево) — село в Нижегородской области, административный центр Дивеевского района и Дивеевского сельсовета.

## География
Село расположено на реке Вичкинза. Находится на крайнем юге Нижегородской области, в нескольких километрах от административной границы с Мордовией. 
По официальным данным, расстояние от Нижнего Новгорода составляет 170 км, от Арзамаса 60 км.

## История
Село возникло в 1559 году. Существуют несколько версий происхождения его названия. Наиболее распространённая версия гласит, что своё название село получило по имени первого владельца — ногайского мурзы Дивея, сына Мокшева Бутакова. Эти земли Дивей получил после удачного похода на Казань. Позднее, в конце XVII века основная часть потомков Дивея (Дивеевы) приняли православие. Князья Дивеевы владели Князь-Ивановым (ныне Маёвка), что в 3 км от Дивеева.

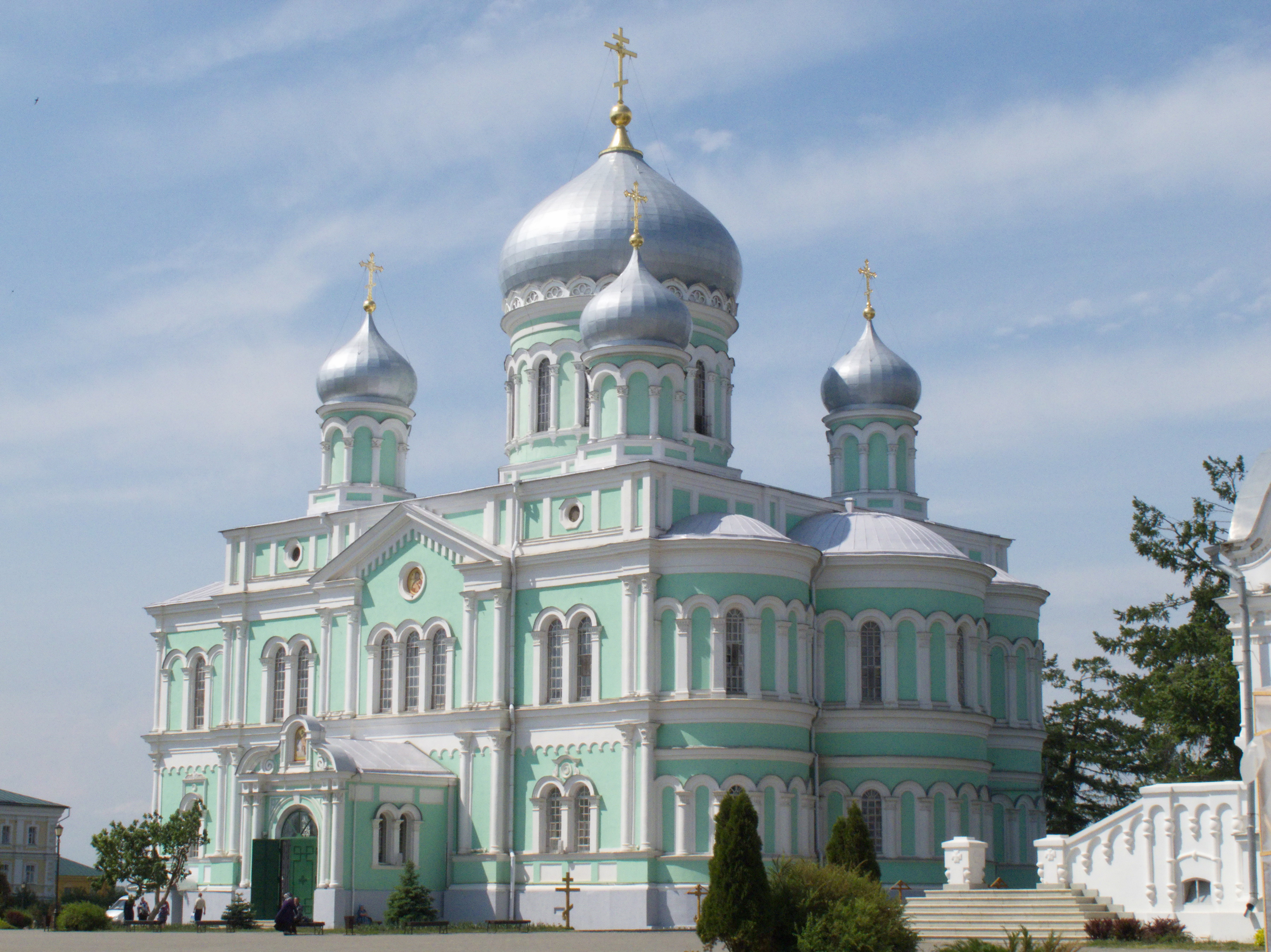
Троицкий собор Серафимо-Дивеевского монастыря

Во второй половине XVIII века в Дивееве была построена небольшая деревянная церковь в честь Святителя Николая Чудотворца и архидьякона Стефана. Расположение села Дивеева на пересечении паломнических дорог давало возможность путникам, шедшим в Саровский монастырь, найти в церкви приют и отдых. Под свой кров для отдыха храм принял и странницу Агафью Семёновну Мельгунову, которая в 1767 году начала строить в Дивееве каменный храм в честь Казанской иконы Божией Матери (освящён в 1772 году). После освящения всех трёх приделов храма Агафья решила устроить общину. В 1788 году она получила в дар от помещицы Ждановой 1300 кв. сажен земли рядом с храмом, где построила три кельи с надворными строениями. Всё необходимое для жизни, включая пищу, им доставляли из Саровской обители. Незадолго до кончины матушку Александру посетили саровские старцы и преподобный Серафим Саровский, которого она попросила позаботиться об общине.

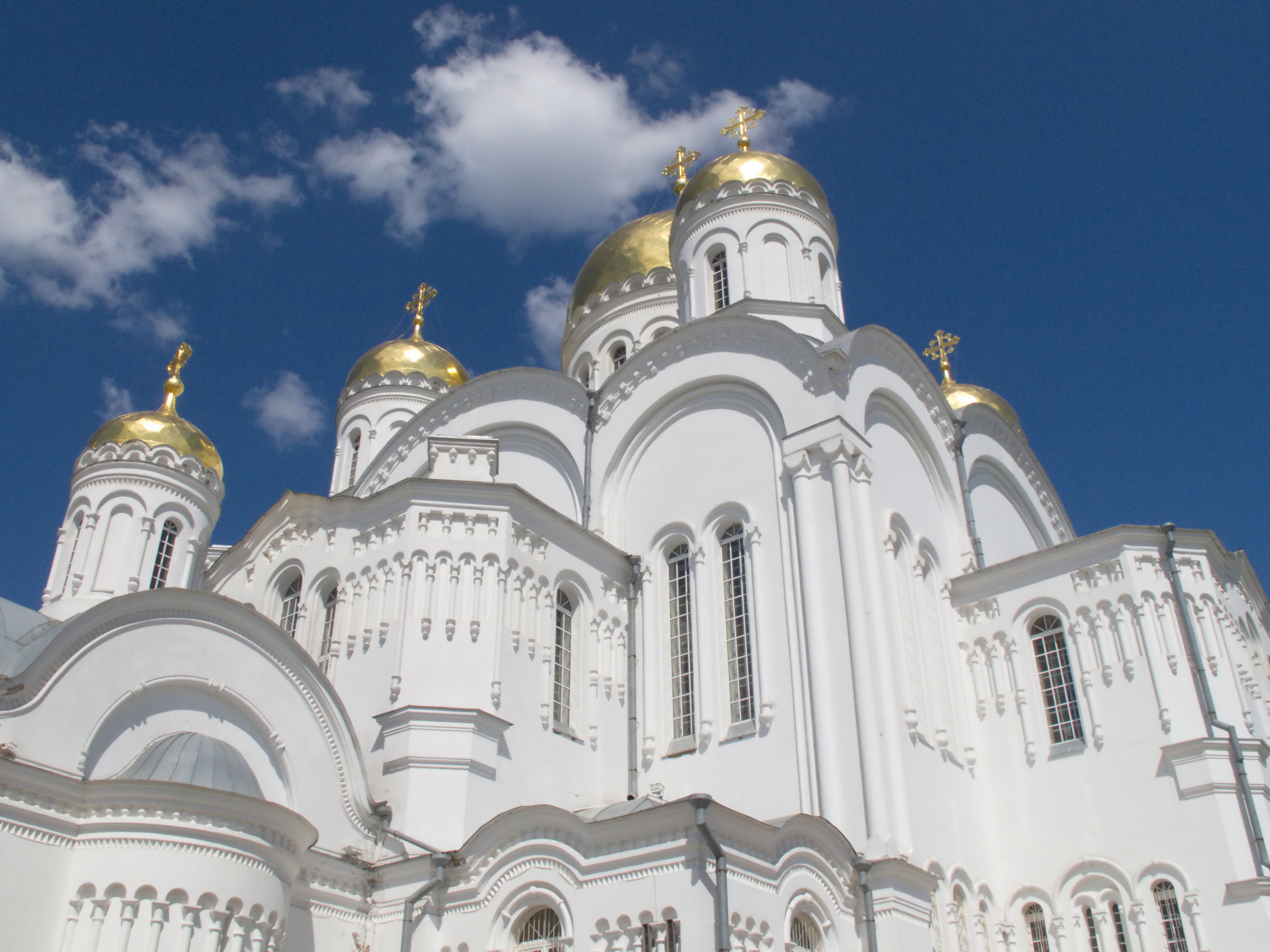
Спасо-Преображенский собор

Одной из дивеевских святынь является Канавка Божьей Матери, находящаяся на территории Свято-Троицкого Серафимо-Дивеевского женского монастыря. По преданию Серафима Саровского, антихрист в последние времена не сможет преодолеть её.

## Население
| 1959 | 1970  | 1979  | 1989  | 2002  | 2010  | 2021  |
| ---- | ----- | ----- | ----- | ----- | ----- | ----- |
| 1430 | ↗4437 | ↗4828 | ↗5511 | ↗6500 | ↘6408 | ↗6945 |

## Святые источники
В окрестностях монастыря располагаются шесть святых источников, пять из них находятся на территории Дивеева:
- Источник в честь Казанской иконы Божией Матери. При расчистке этого источника в советские годы была найдена Казанская икона Божией Матери[13].
- Источник святого Пантелеимона.
- Источник в честь иконы Божией Матери Умиление.
- Источник Матушки Александры. В 2003 году попечением коллектива Волгодонской АЭС источник был благоустроен, построены новые часовня и купальня[14].
- Источник в честь Иверской иконы Божией Матери.

28 мая 2005 года епископом Нижегородским и Арзамасским Георгием был заложен камень в основание приходской церкви в честь преподобномученицы Великой Княгини Елисаветы. Этот храм уже функционирует. При нем находится воскресная школа. Здание администрации, которое на фото ниже, переехало, так как эту территорию отдали монастырю. Скульптуру Ленина убрали. 

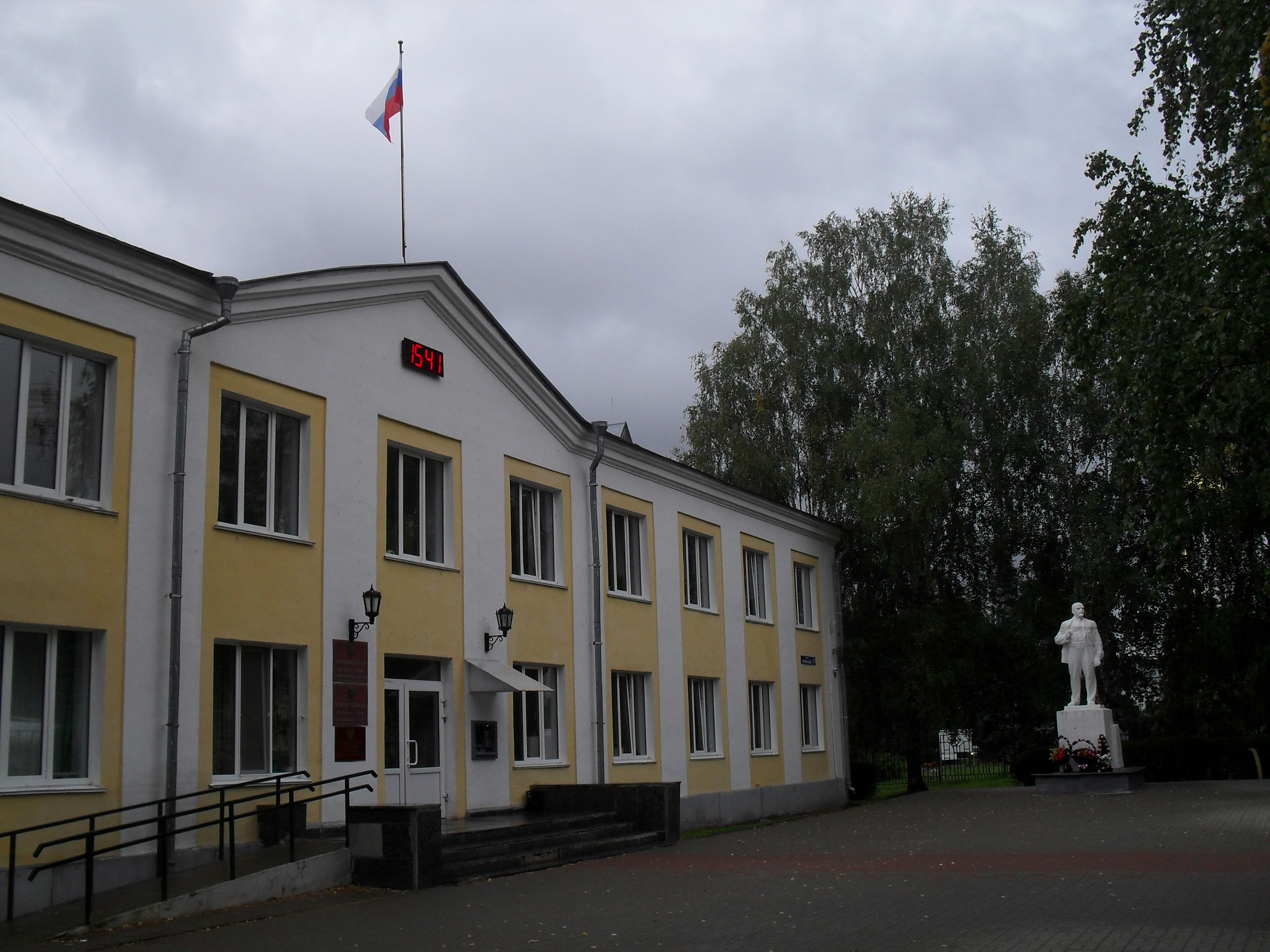
Здание администрации Дивеевского района

## Телерадиовещание
- 69,8 МГц — Радио России / ГТРК Нижний Новгород 30 Вт 45 м
- 88,0 МГц — Радио Родных дорог (план)
- 8 ТВК — Первый Канал 100 Вт (молчит с 03.06.2019).